# Söhne der Unbefleckten Empfängnis

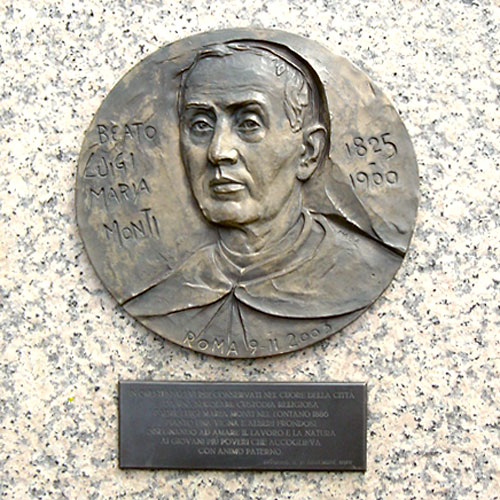
Gedenktafel für den Sel. Luigi Maria Monti

Die Söhne der Unbefleckten Empfängnis  (lat.: Congregatio Filiorum Immaculatae Conceptionis, it.: Figli dell’Immacolata Concezione,  Ordenskürzel: CFIC) auch unter dem Oberbegriff Konzeptionisten, sind eine Ordensgemeinschaft der  römisch-katholischen Kirche für Männer. Sie wurde am 8. September 1857 vom seligen Luigi Maria Monti (1825–1900) gegründet. 

## Geschichte und Inhalte
Der Laienbruder Luigi Maria Monti gründete 1857 eine Bruderschaft, die sich unter den Schutz der  Unbefleckten Empfängnis Mariens stellte und während einer Epidemie die Sorge und Pflege für die Kranken und Sterbenden übernahm. Diese Laienbruderschaft erhielt am 4. Oktober 1862  die Gründungsbestätigung und wurde am 10. Mai 1865 von Papst Pius IX. approbiert.
Auf Antrag der Laienbruderschaft genehmigte Papst Pius X. 1904 den Eintritt von Priestern und die Kongregation nannte sich nun „Söhne der Unbefleckten Empfängnis“. Das Leben der Söhne der Unbefleckten Empfängnis ist einem Leben nach den Evangelischen Räten verbunden. Sie wirken in der Krankenpflege und Erziehungsarbeit. 

Aus Anlass der Seligsprechung des Ordensgründers am 9. November 2003 führte Papst Johannes Paul II. aus: 

„In seiner Hingabe an das Evangelium orientierte er sich stets am Vorbild der allerseligsten Jungfrau und stellte die von ihm gegründete Kongregation unter den Schutz der Unbefleckten Jungfrau Maria.“

## Organisation
Die Ordensgemeinschaft ist ein Institut des geweihten Lebens und verfügte am 31. Dezember 2005 über 58 Einrichtungen, sie zählte 387 Mitglieder, von denen 127 Priester waren. Derzeitiger Generalsuperior ist Michele Perniola, der 2016 Ruggero Valentini nachfolgte. Das Generalat hat seinen Sitz in Rom, die Kongregation verteilt sich auf vier Kontinente und unterteilt sich in die  Ordensprovinzen Italien, Indien und Lateinamerika. Einige Ordensmitglieder sind zudem in Asien, Afrika und Nordamerika tätig.